# Liste des parcs nationaux de Thaïlande
 (janvier 2017).
Si vous disposez d'ouvrages ou d'articles de référence ou si vous connaissez des sites web de qualité traitant du thème abordé ici, merci de compléter l'article en donnant les références utiles à sa vérifiabilité et en les liant à la section « Notes et références ».
La Thaïlande compte 127 parcs nationaux ainsi que des parcs marins, certains sont en cours de création.

## Parcs nationaux de Thaïlande

### Thaïlande du Nord
| Nom                         | Province                     | Superficie km² | Date de création |
| --------------------------- | ---------------------------- | -------------- | ---------------- |
| Thung Salaeng Luang         | Phitsanulok, Phetchabun      | 1262           | 1972             |
| Nam Nao                     | Phetchabun                   | 966            | 1972             |
| Doi Inthanon                | Chiang Mai                   | 482,4          | 1954             |
| Doi Khun Tan                | Lamphun, Lampang             | 255,3          | 1975             |
| Lan Sang                    | Tak                          | 104            | 1978             |
| Ramkhamhaeng                | Sukhothai                    | 341            | 1980             |
| Doi Suthep-Pui              | Chiang Mai                   | 261            | 1981             |
| Si Satchanalai              | Sukhothai                    | 213,2          | 1981             |
| Mae Ping                    | Lamphun, Tak, Chiang Mai     | 1003,7         | 1981             |
| Wiang Kosai                 | Phrae, Lampang               | 410            | 1981             |
| Namtok Mae Surin            | Mae Hong Son                 | 396,6          | 1981             |
| Taksin Maharat              | Tak                          | 149            | 1981             |
| Khlong Lan                  | Kamphaeng Phet               | 300            | 1985             |
| Phu Hin Rong Kla            | Phitsanulok, Loei            | 307            | 1984             |
| Mae Yom                     | Phrae                        | 454,7          | 1986             |
| Mae Wong                    | Kamphaeng Phet, Nakhon Sawan | 894            | 1987             |
| Namtok Chat Trakan          | Phitsanulok                  | 543            | 1987             |
| Kaeng Chet Khwae            | Phitsanulok                  | 261            |                  |
| Chae Son                    | Lampang                      | 592            | 1988             |
| Si Lanna                    | Chiang Mai                   | 1406           | 1989             |
| Doi Luang                   | Chiang Rai, Phayao, Lampang  | 1170           | 1990             |
| Khlong Wang Chao            | Kamphaeng Phet, Tak          | 747            | 1990             |
| Op Luang                    | Chiang Mai                   | 553            | 1991             |
| Salawin                     | Mae Hong Son                 | 721,5          | 1993             |
| Khun Chae                   | Chiang Rai                   | 270            |                  |
| Huai Nam Dang               | Chiang Mai                   | 1252,1         |                  |
| Lam Nam Nan                 | Phrae, Uttaradit             | 999.15         |                  |
| Tat Mok                     | Phetchabun                   | 290            |                  |
| Mae Moei                    | Tak                          | 185.28         |                  |
| Doi Phu Kha                 | Nan                          | 1704           |                  |
| Doi Pha Hom Pok (Mae Phang) | Chiang Mai                   | 524            | 2000             |
| Phu Sang                    | Chiang Rai, Phayao           | 284,9          |                  |
| Chiang Dao                  | Chiang Mai                   | 1154,9         | 2000             |
| Mae Wa                      | Lampang, Tak                 | 587            |                  |
| Tham Pla – Pha Suea         | Mae Hong Son                 | 511            |                  |
| Mae Puem                    | Chiang Rai, Phayao           | 350,9          |                  |

Parc national Thung Salaeng Luang
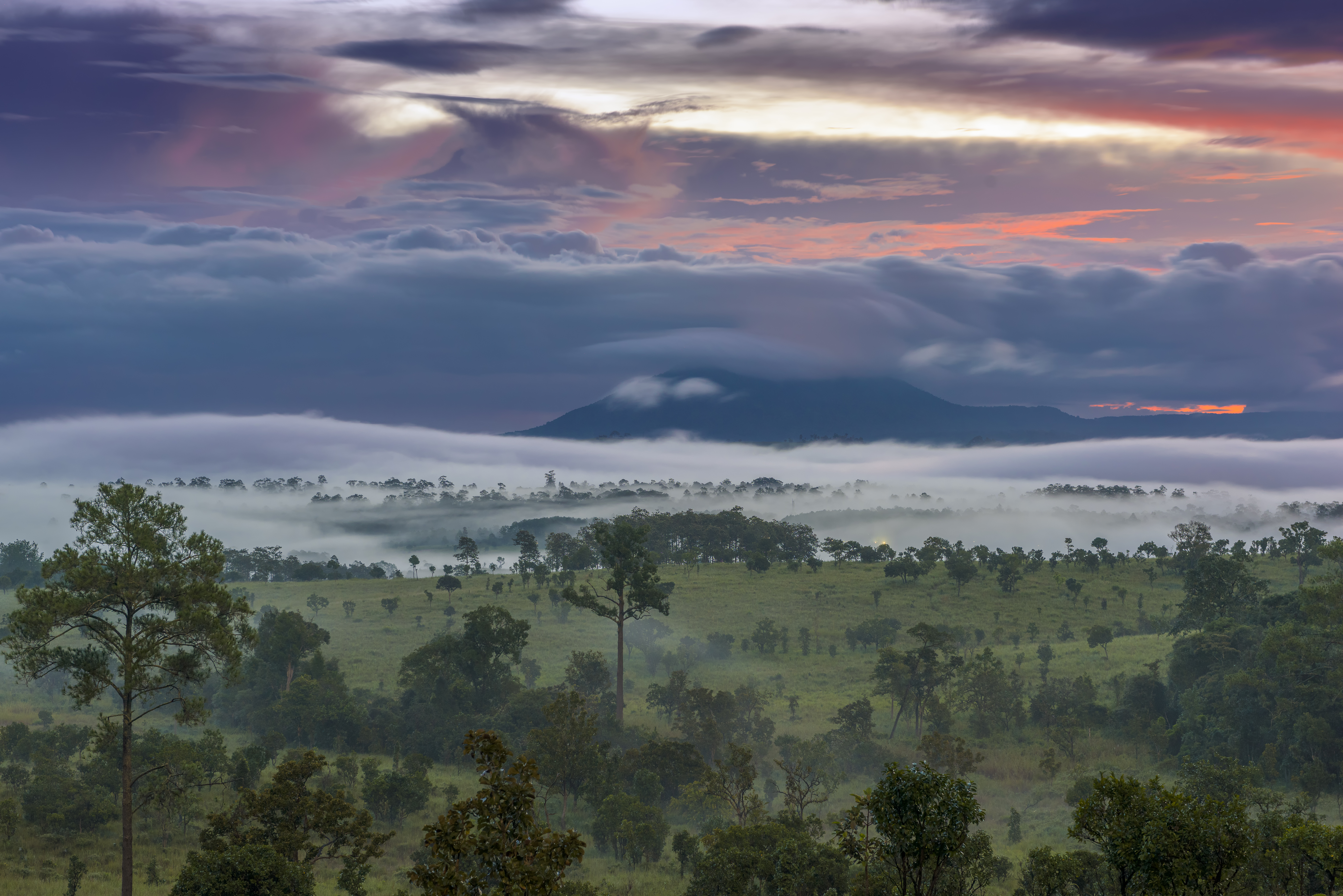
Jour brumeux, parc national de Thung Salaeng Luang.
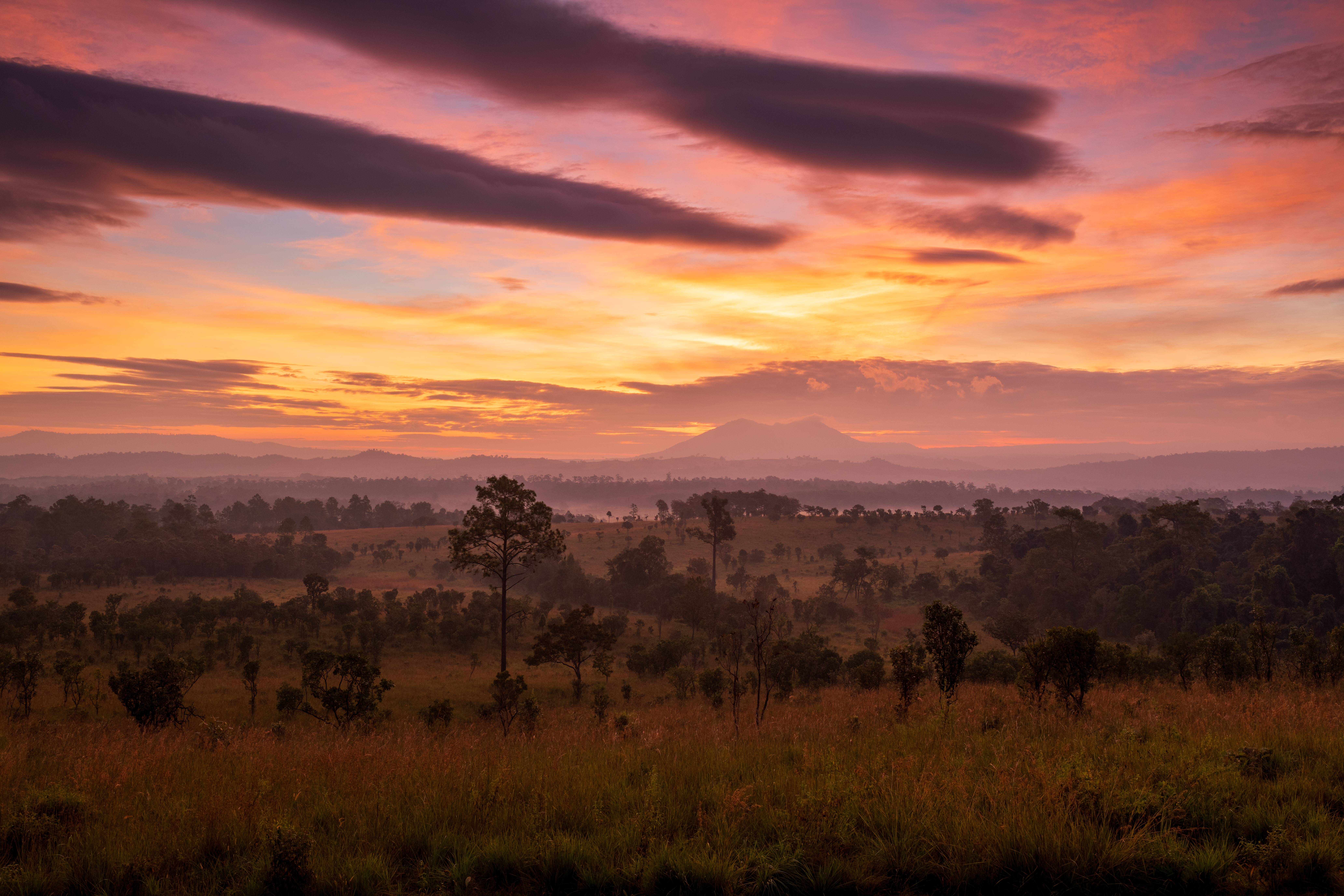
Lever de Soleil dans le Parc national de Thung Salaeng Luang.
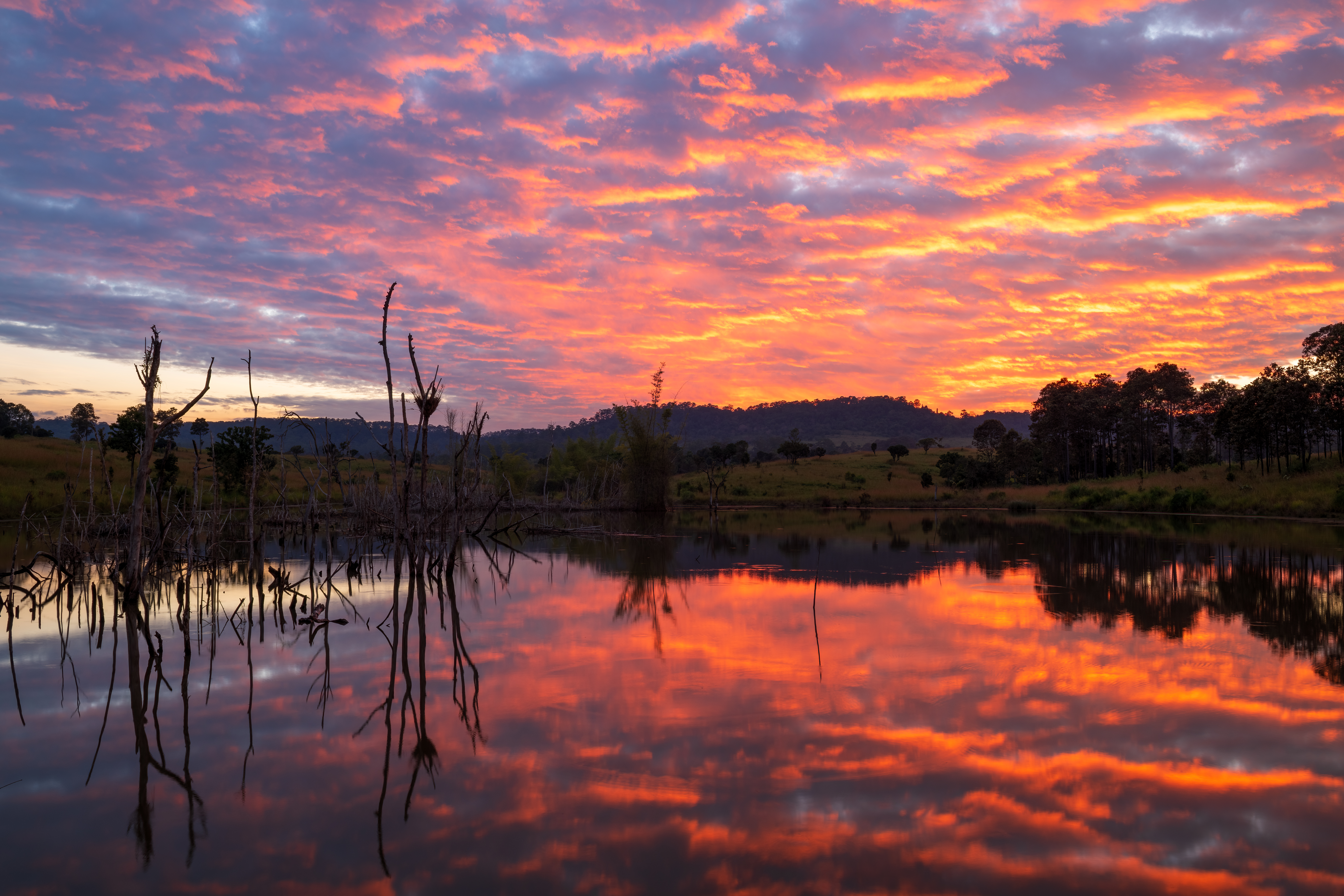
Coucher de Soleil dans le  Parc national de Thung Salaeng Luang.

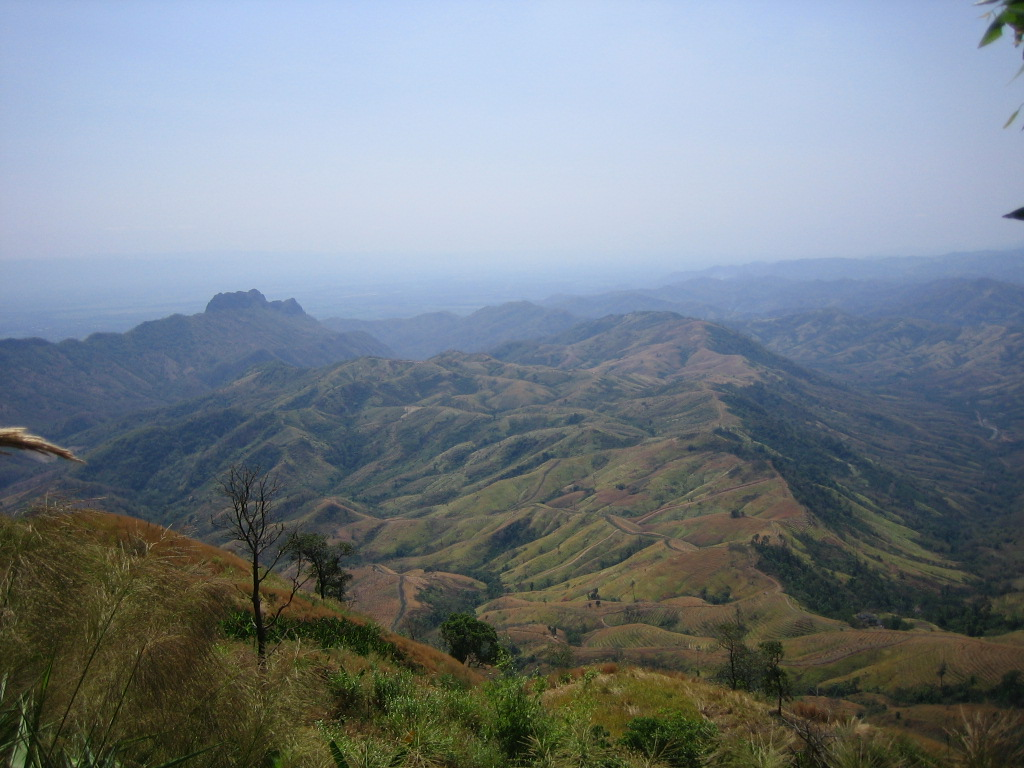
Une vue du Parc national de Phu Hin Rong Kla.
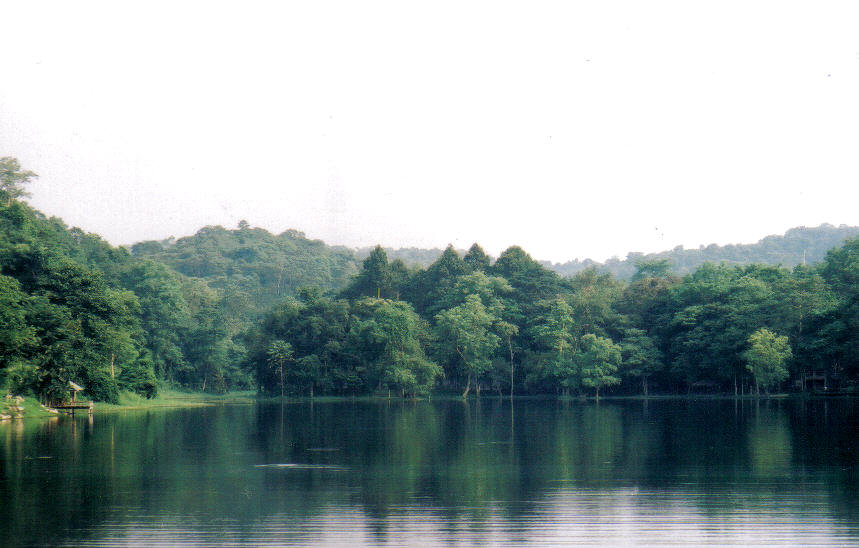
Parc national de Phra Puttachai.
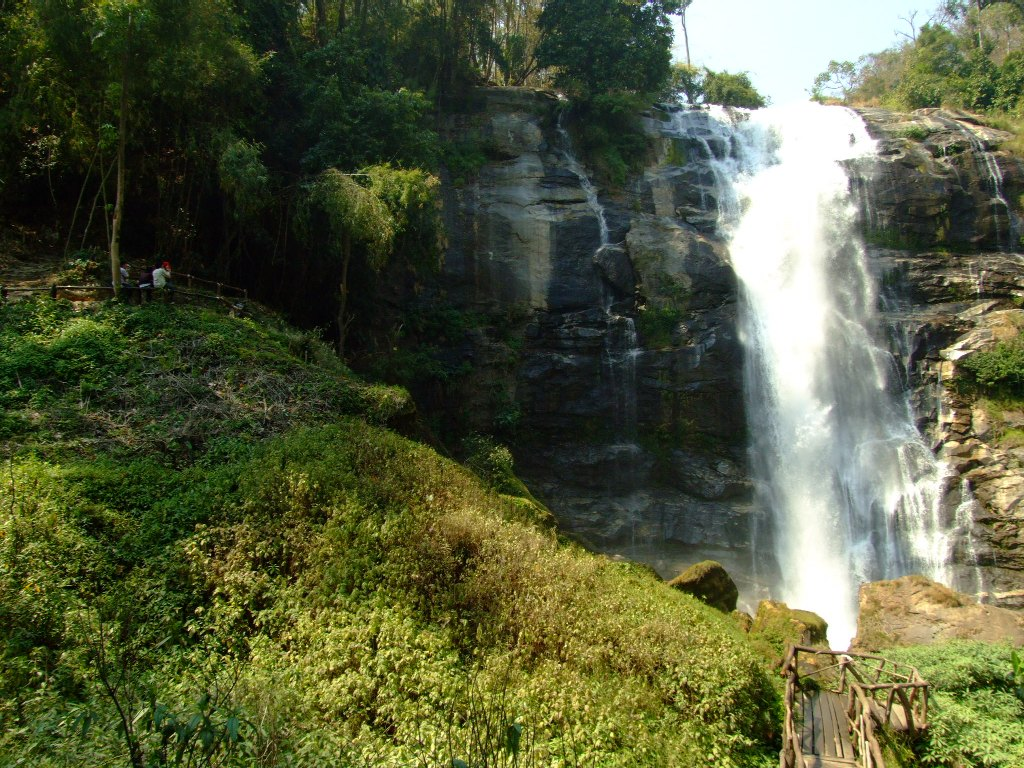
Wachirathan, "Crique de diamant", parc national de Doi Inthanon.
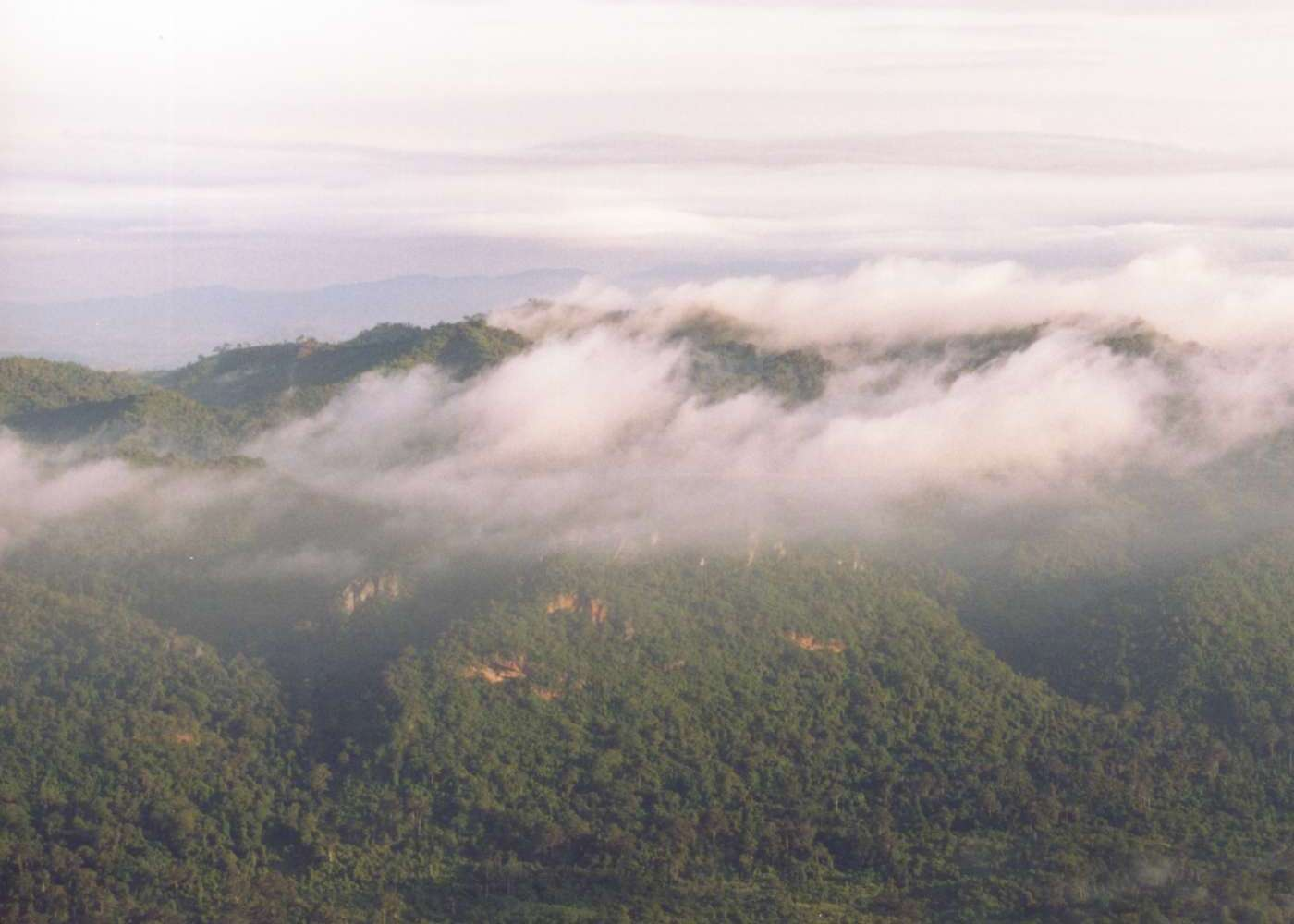
Parc national de Pa Hin Ngam
Une cascade dans le parc national de Phu Sang.
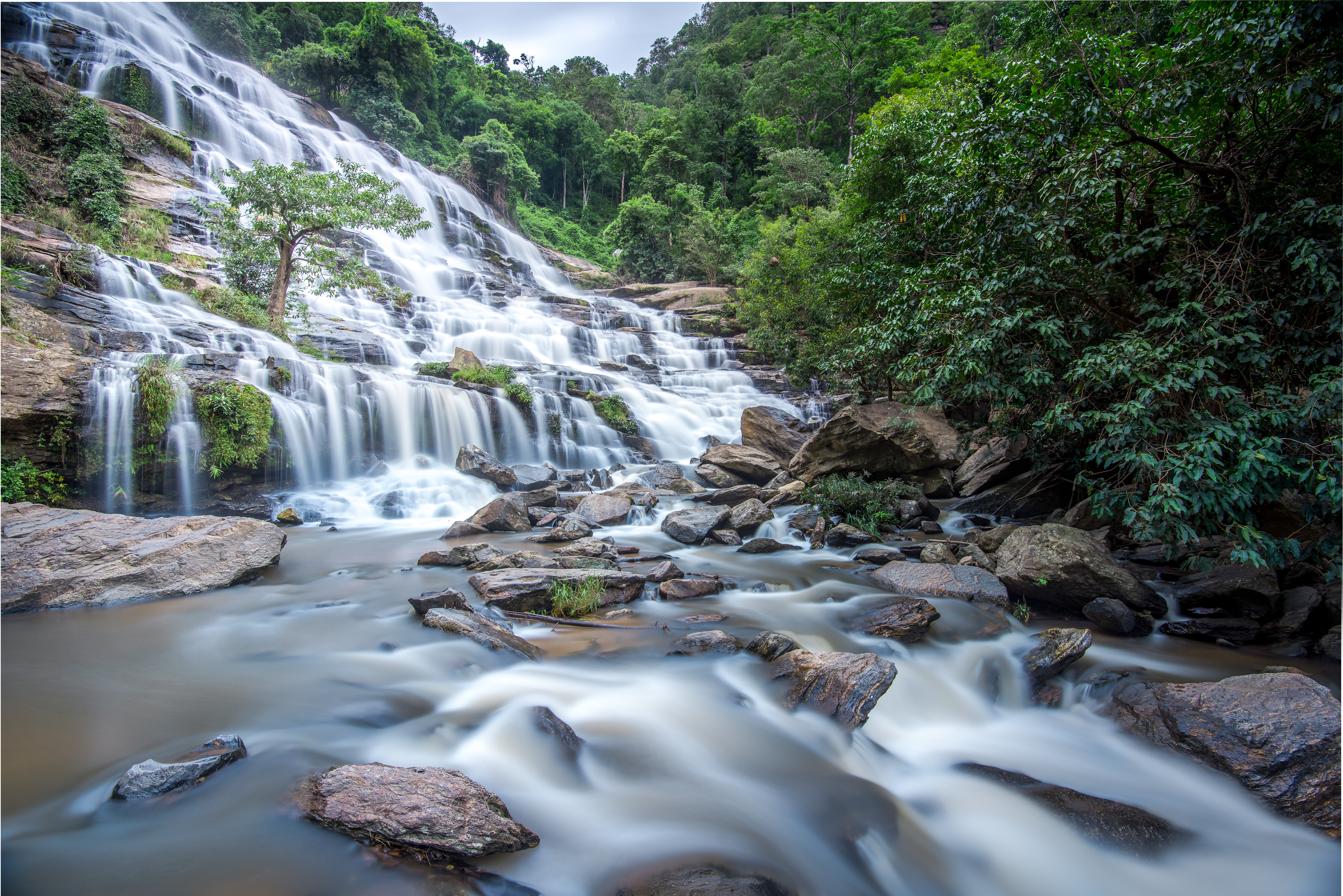
Chutes d'eau dans le parc national de Doi Inthanon.
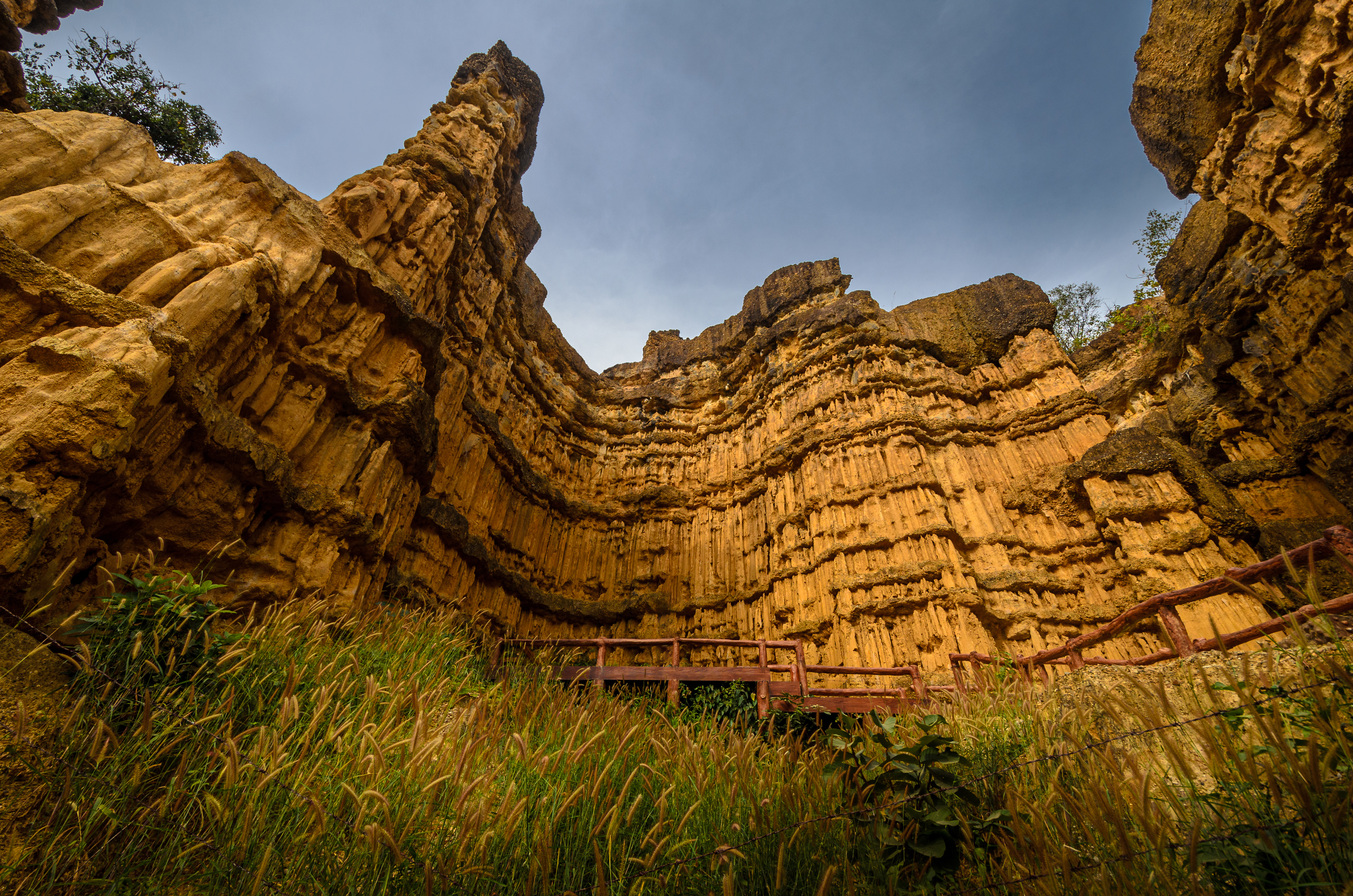
Falaise Pa Chor, dans le parc national de Mae Wong.
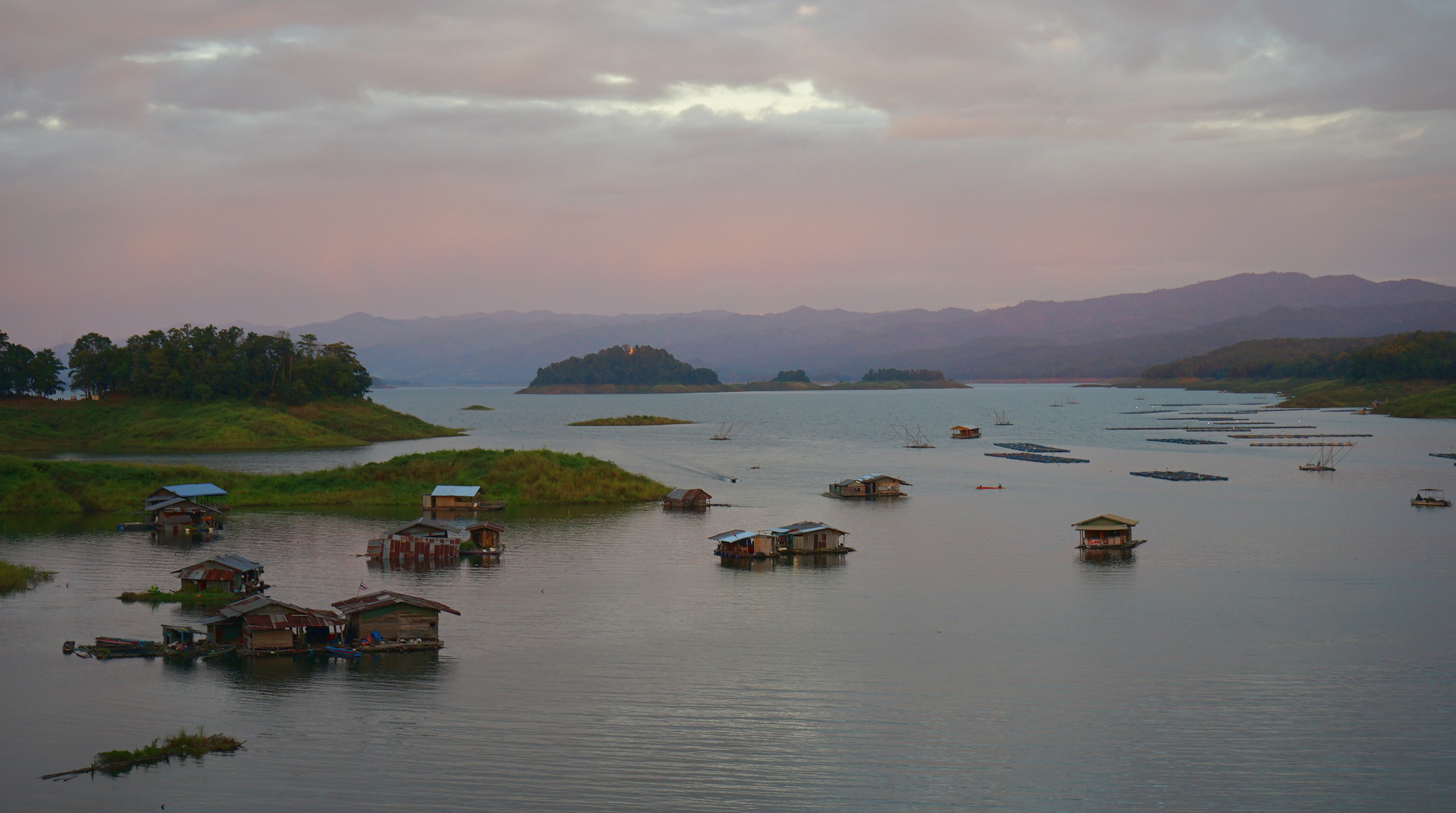
Crépuscule au parc national de Lam Nam Nan.

### Isan(nord-est)

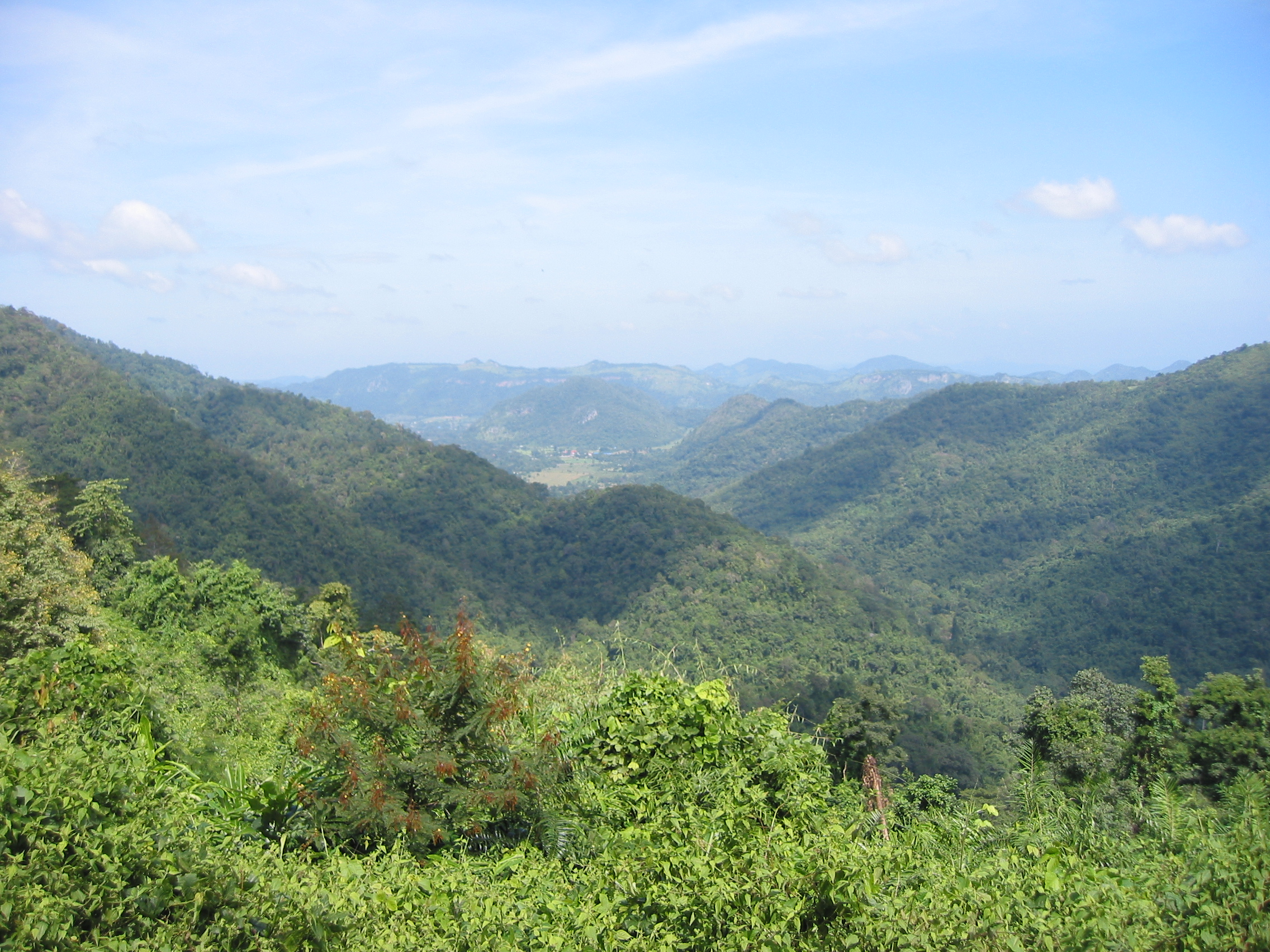
Parc national de Khao Yai le deuxième en taille de la Thaïlande, avec une superficie de 2168 km².

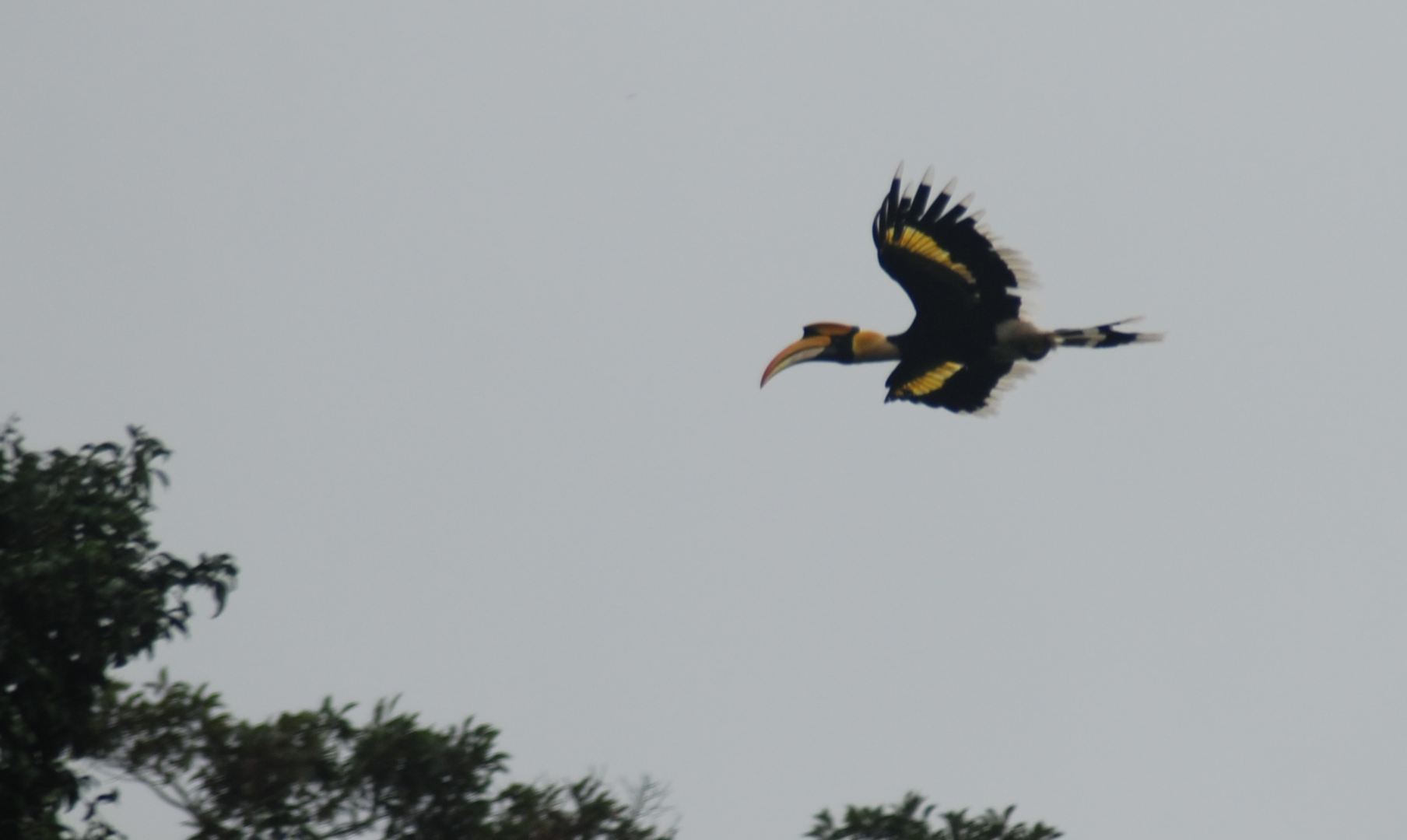
Calao bicorne dans le parc national de Khao Yai

| Nom                                      | Province                                 | Superficie km² | Date de création |
| ---------------------------------------- | ---------------------------------------- | -------------- | ---------------- |
| Khao Yai                                 | Nakhon Ratchasima, Saraburi, Prachinburi | 2168,6         |                  |
| Phu Kradung                              | Loei                                     | 348,1          |                  |
| Phu Phan                                 | Sakon Nakhon, Kalasin                    | 664,7          |                  |
| Phu Ruea                                 | Loei                                     | 120.84         |                  |
| Tat Ton                                  | Chaiyaphum                               | 217,2          |                  |
| Kaeng Tana                               | Ubon Ratchathani                         | 80             |                  |
| Parc national de Thap Lan                | Nakhon Ratchasima, Prachinburi           | 2235,8         |                  |
| Parc national de Phu Kao - Phu Phan Kham | Khon Kaen                                | 322            |                  |
| Phu Chong-Na Yoi                         | Ubon Ratchathani                         | 686            |                  |
| Parc national de Huai Huat               | Nakhon Phanom, Sakon Nakhon, Mukdahan    | 828,5          |                  |
| Parc national de Mukdahan                | Mukdahan                                 | 48,5           |                  |
| Phu Wiang                                | Khon Kaen                                | 325            |                  |
| Parc national de Phu Pha Man             | Loei, Khon Kaen                          | 340            |                  |
| Parc national de Pha Taem                | Ubon Ratchathani                         | 350            |                  |
| Phu Sa Dok Bua                           | Ubon Ratchathani, Yasothon, Mukdahan     | 231            |                  |
| Sai Thong                                | Chaiyaphum                               | 319            |                  |
| Na Haew                                  | Loei                                     | 117,1          |                  |
| Parc national de Ta Phraya               | Sakaeo, Buriram                          | 594            |                  |
| Parc national Khao Phra Wihan            | Ubon Ratchathani, Sisaket                | 130            |                  |
| Nam Phong                                | Khon Kaen, Chaiyaphum                    | 197            |                  |

### Thaïlande de l'ouest,Thailande du centreetThailande de l'est

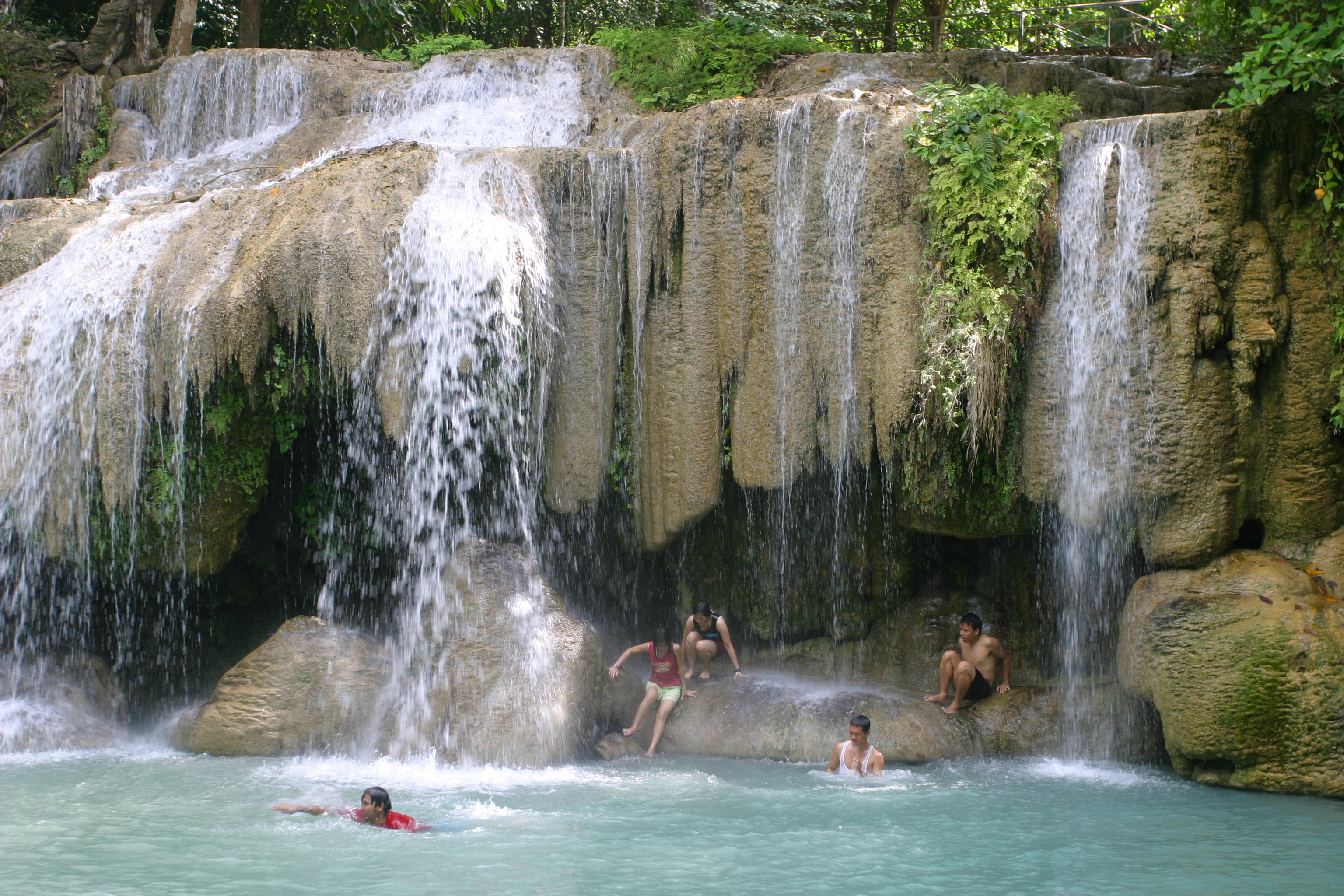
Chutes d'eau au Parc national d'Erawan, Province de Kanchanaburi.

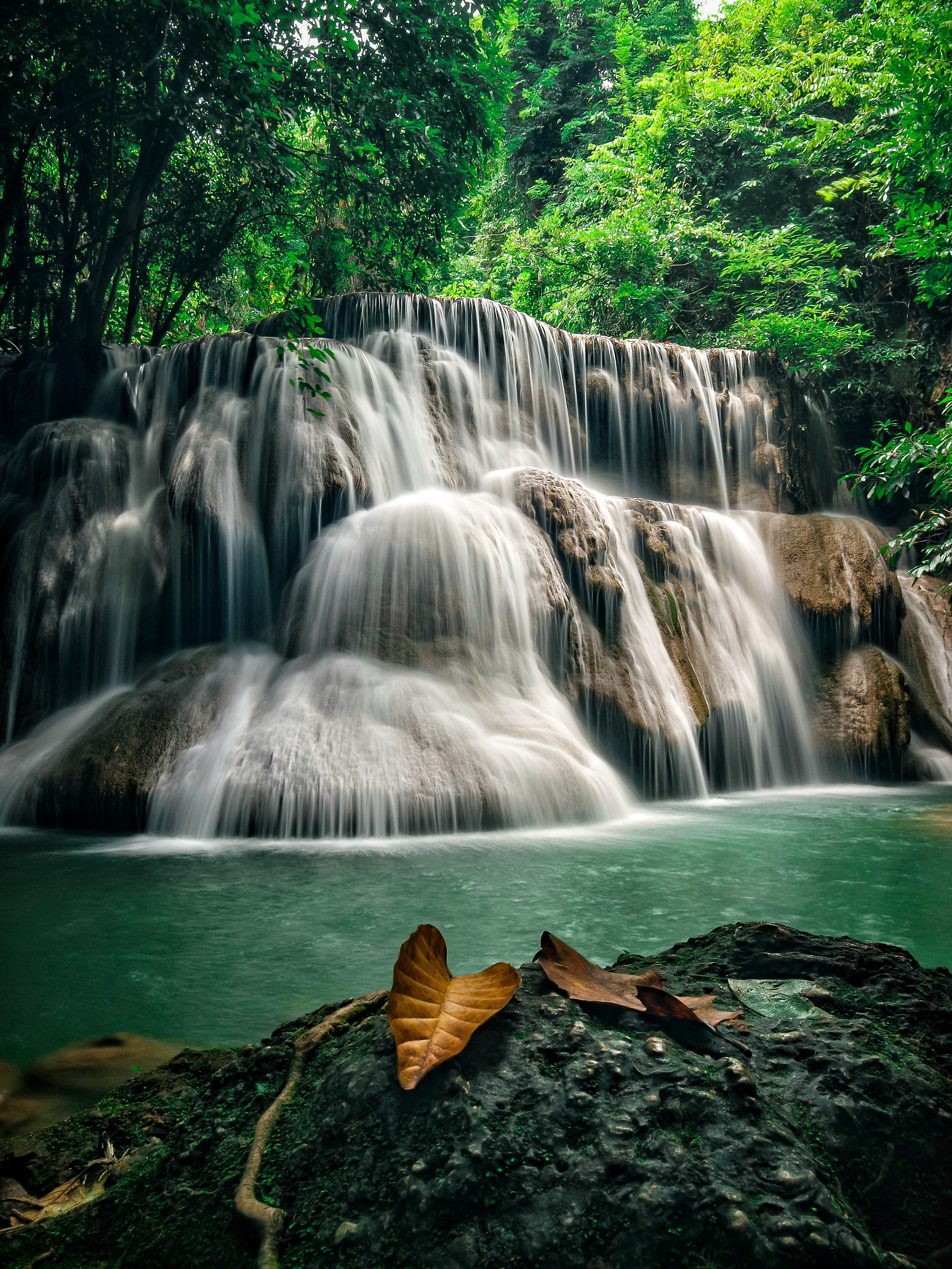
Cascade de Huay Mae Khamin dans le parc national de Khuean Srinagarindra.

| Nom                  | Province                         | Superficie km² | Date de création |
| -------------------- | -------------------------------- | -------------- | ---------------- |
| Namtok Phlio         | Chanthaburi                      | 134,5          |                  |
| Erawan               | Kanchanaburi                     | 550            |                  |
| Khao Chamo-Khao Wong | Rayong, Chanthaburi              | 83,7           |                  |
| Khao Khitchakut      | Chanthaburi                      | 58,3           |                  |
| Chaloem Rattanakosin | Kanchanaburi                     | 59             |                  |
| Sai Yok              | Kanchanaburi                     | 500            |                  |
| Thong Pha Phum       | Kanchanaburi                     | 1120           |                  |
| Phra Puttachai       | Saraburi                         | 44,6           |                  |
| Kaeng Krachan        | Phetchaburi, Prachuap Khiri Khan | 2914,7         |                  |
| Khuean Srinagarindra | Kanchanaburi                     | 1532           |                  |
| Pang Sida            | Sa Kaeo, Prachinburi             | 844            | 1982             |
| Khao Laem            | Kanchanaburi                     | 1497           |                  |
| Phu Toei             | Suphanburi                       | 317,5          |                  |
| Kui Buri             | Prachuap Khiri Khan              | 969            |                  |
| Ta Phraya            | Buriram, Sa Kaeo                 | 594            | 1996             |

### Thaïlande du Sud

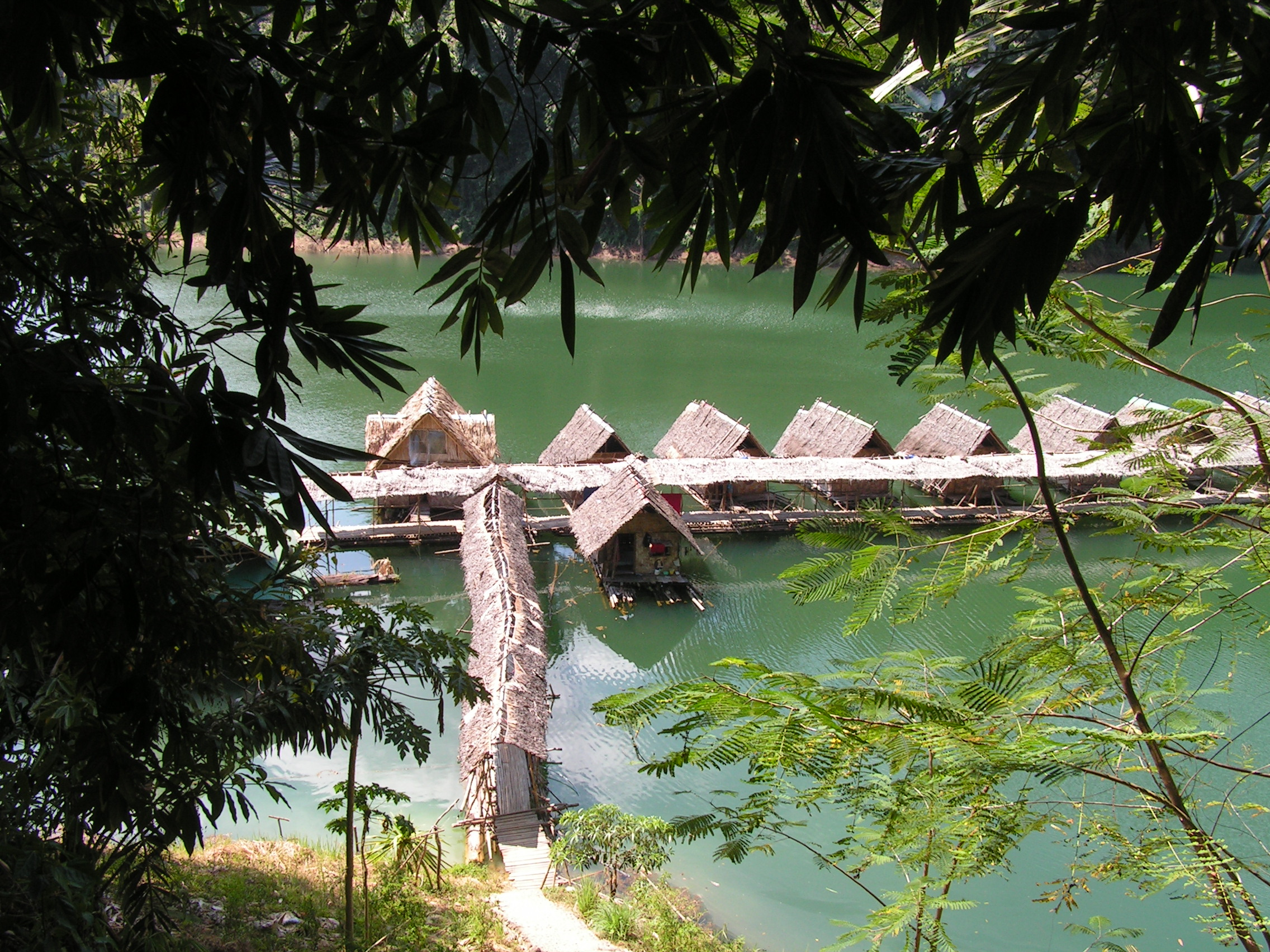
Huttes flottantes dans le parc de Khao Sok, Province de Surat Thani.

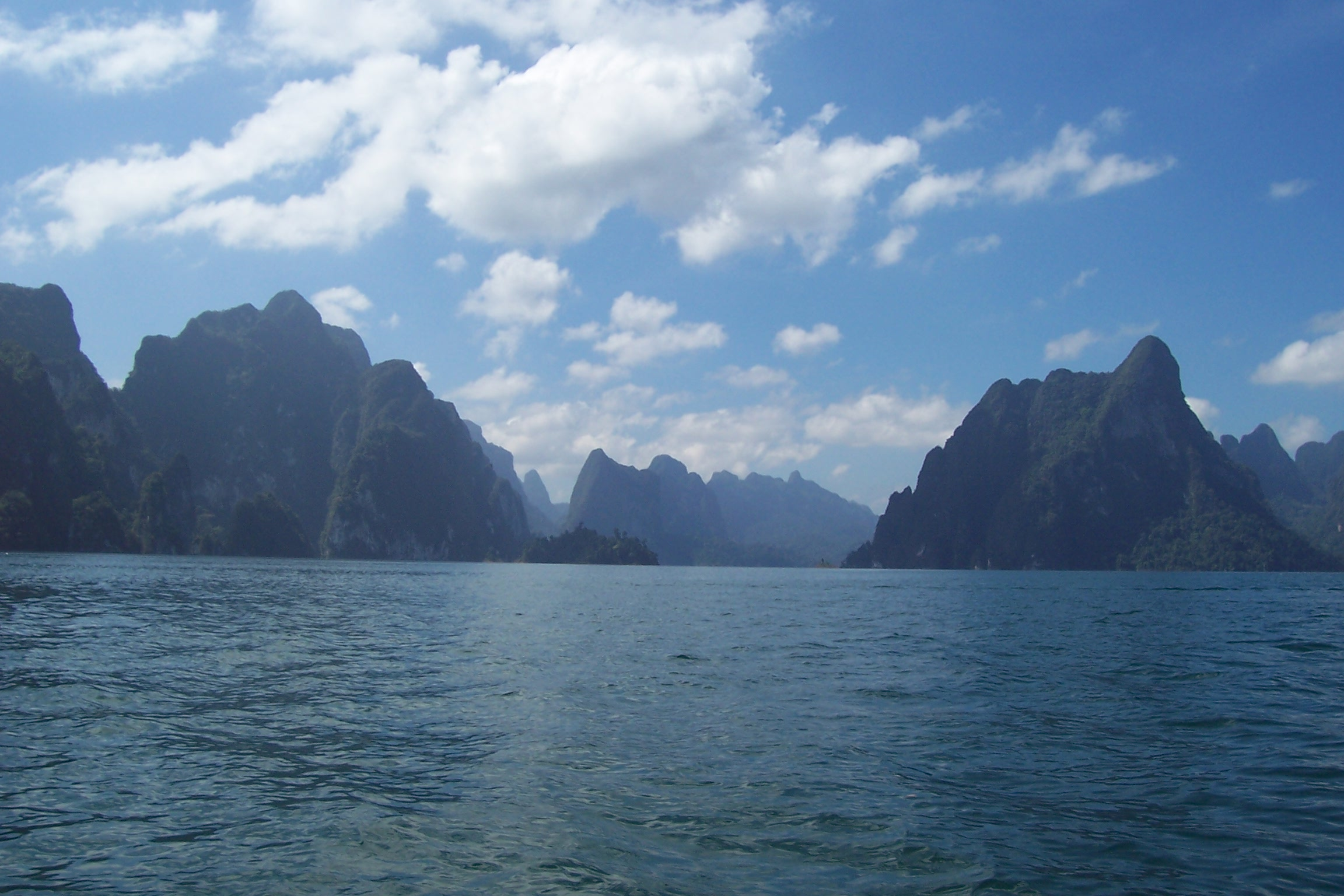
Parc national Khao Sok

| Nom                | Province                         | Superficie km² | Date de création |
| ------------------ | -------------------------------- | -------------- | ---------------- |
| Khao Luang         | Nakhon Si Thammarat              | 570            |                  |
| Khao Sok           | Surat Thani                      | 738,8          | 1980             |
| Khao Phanom Bencha | Krabi                            | 50,1           |                  |
| Khao Pu-Khao Ya    | Phattalung                       | 694            |                  |
| Si Phang-nga       | Phang Nga                        | 246            |                  |
| Namtok Yong        | Nakhon Si Thammarat              | 205            |                  |
| Khao Nam Khang     | Songkhla                         | 212            |                  |
| Kaeng Krung        | Surat Thani                      | 541            | 1990             |
| Tai Rom Yen        | Surat Thani                      | 425            | 1991             |
| Bang Lang          | Yala                             | 261            |                  |
| Namtok Ngao        | Ranong, Chumpon                  | 668            |                  |
| Budo-Sungai Padi   | Narathiwat, Pattani, Yala        | 341            | 1974             |
| Namtok Si Khid     | Nakhon Si Thammarat, Surat Thani | 145            |                  |
| Khlong Phanom      | Surat Thani                      | 410,4          | 2000             |
| Sirinat            | Phuket                           | 90             | 1981             |

### Parcs marins

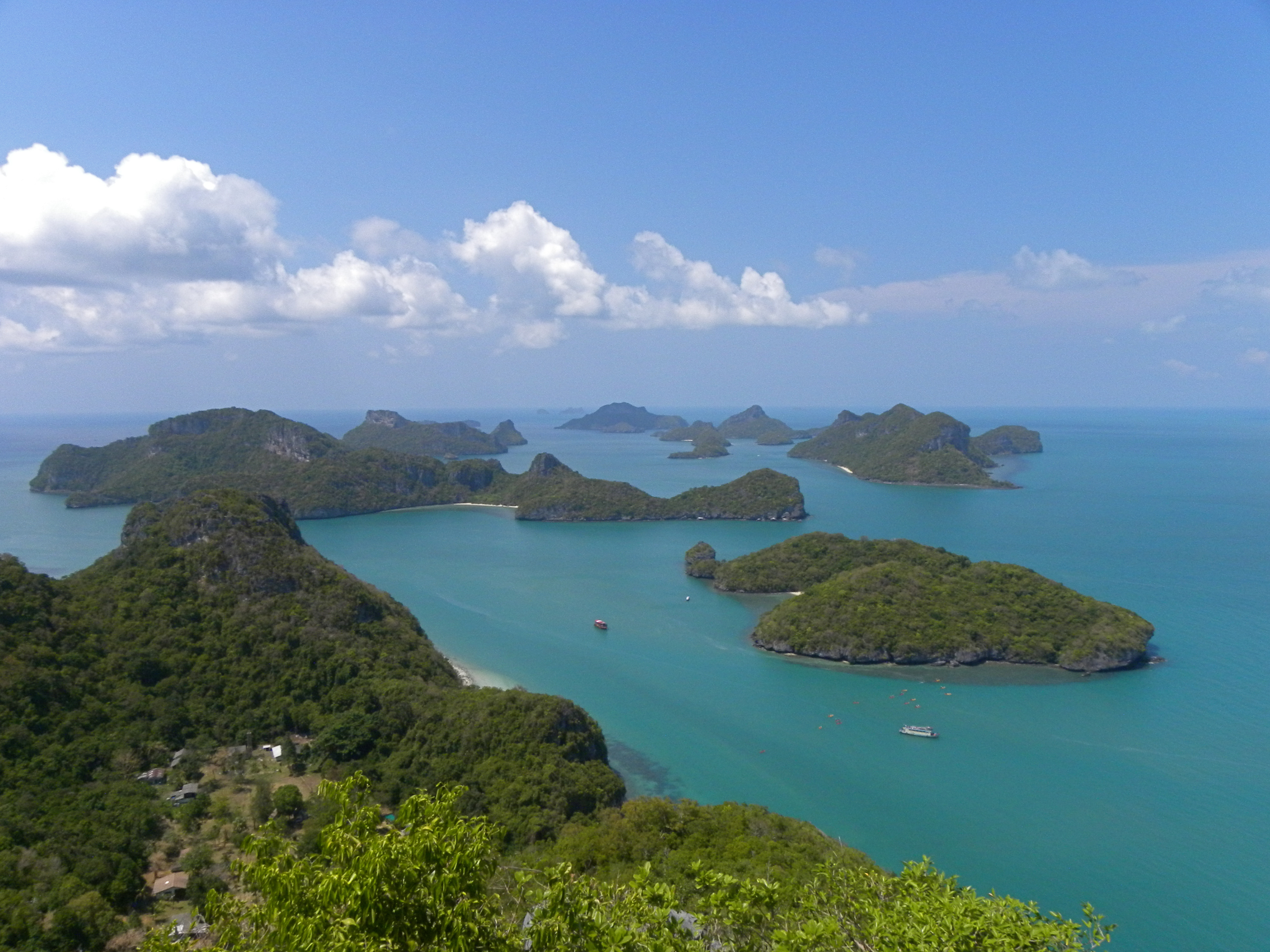
Parc national de Mu Ko Ang Thong

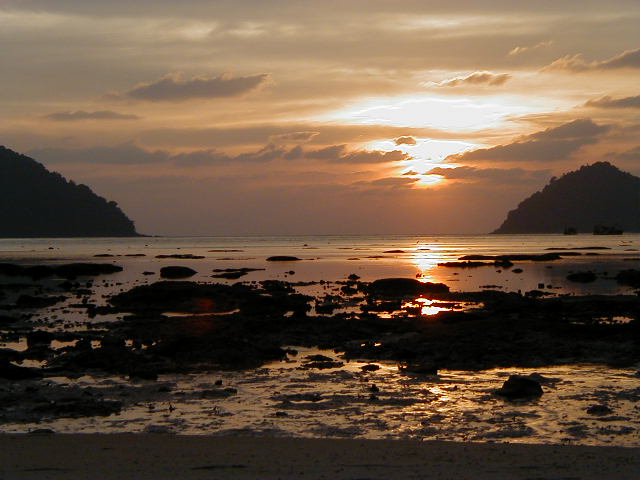
Coucher de soleil parc marin de Mu Ko Surin, Province de Phang Nga.

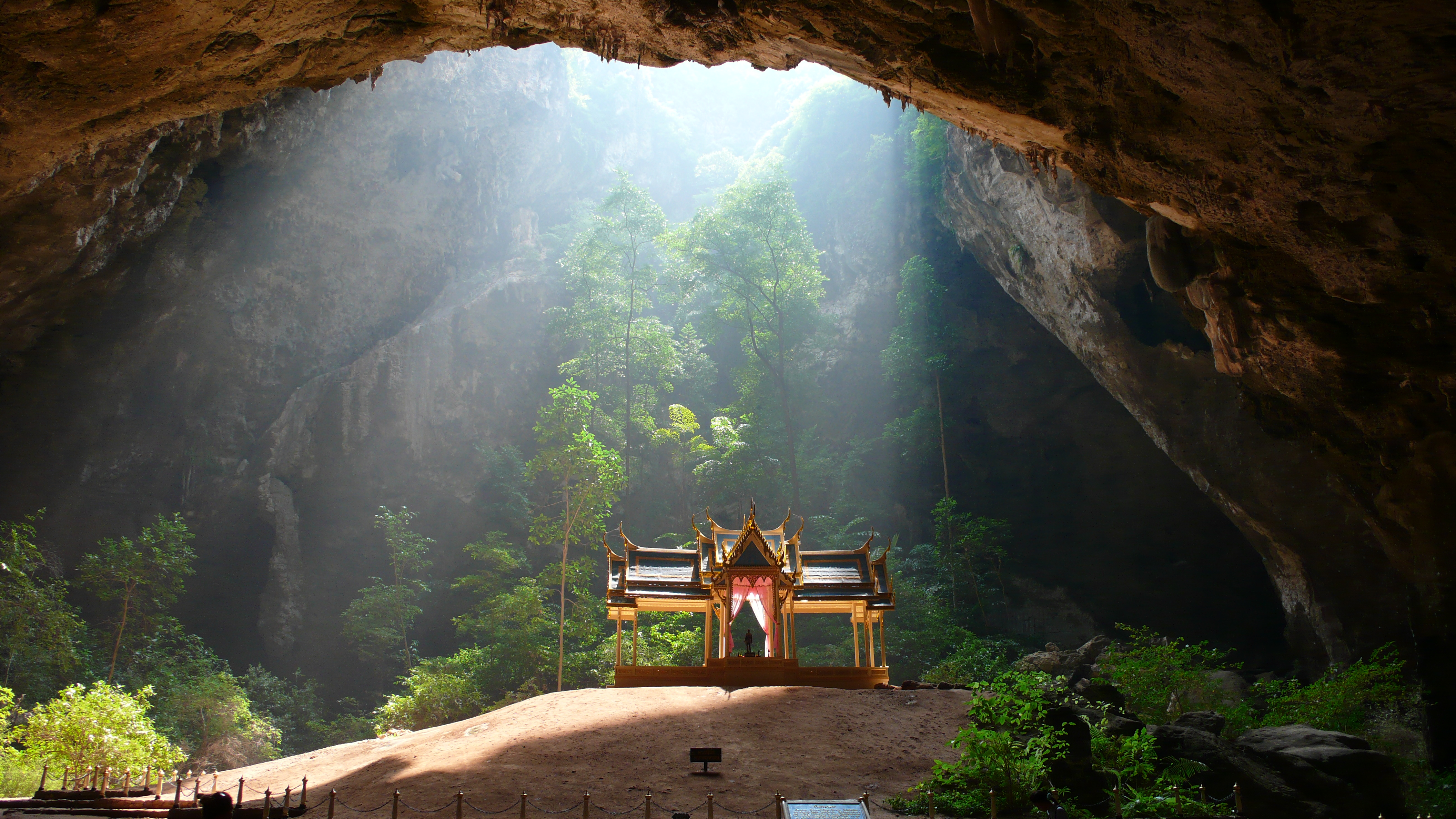
Grotte de Phraya Nakhon dans le Parc national de Khao Sam Roi Yot, le premier parc marin de Thaïlande.

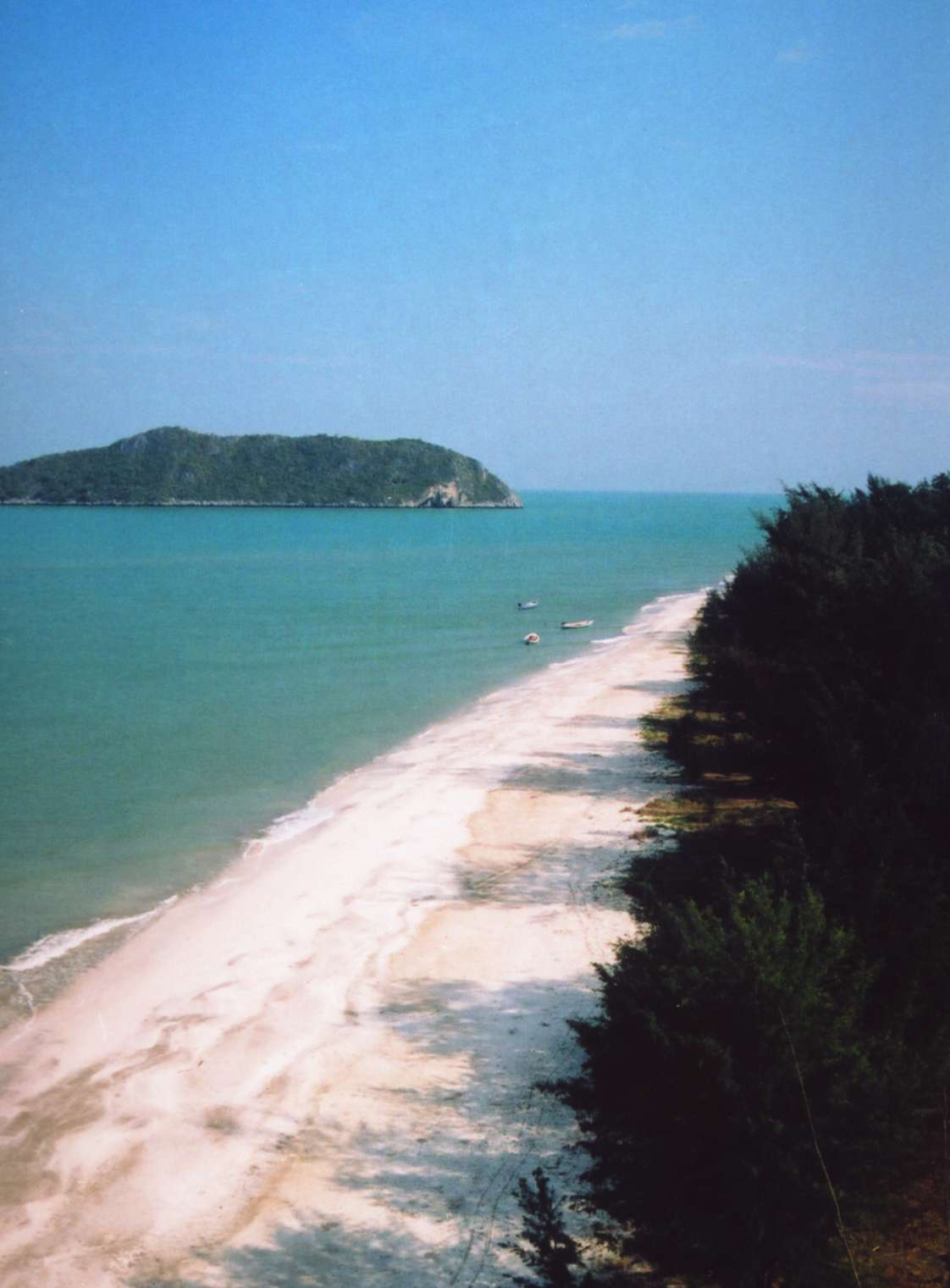
Une des nombreuses plages du Parc national de Khao Sam Roi Yot

| Nom                             | Province            | Superficie km² | Date de création |
| ------------------------------- | ------------------- | -------------- | ---------------- |
| Khao Sam Roi Yot                | Prachuap Khiri Khan | 98             | 1966             |
| Parc national de Ao Phang Nga   | Phang Nga           | 400            | 1981             |
| Parc marin national de Tarutao  | Satun               | 1490           | 1976             |
| Thaleban                        | Satun               | 196            | 1980             |
| Mu Ko Ang Thong                 | Surat Thani         | 102            | 1980             |
| Than Sadet-Ko Pha-Ngan          | Surat Thani         | 66             | 1983             |
| Parc national des îles Surin    | Phang Nga           | 135            | 1981             |
| Sirinath                        | Phuket              | 90             | 1981             |
| Khao Laem Ya-Mu Ko Samed        | Rayong              | 131            | 1981             |
| Hat Chao Mai                    | Trang               | 231            | 1981             |
| Mu Ko Similan                   | Phang Nga           | 140            | 1982             |
| Mu Ko Chang                     | Trat                | 650            | 1982             |
| Laemson                         | Ranong              | 315            | 1983             |
| Hat Nopparatthara-Mu Ko Phi Phi | Krabi               | 388            | 1983             |
| Mu Ko Phetra                    | Trang, Satun        | 494            | 1984             |
| Khao Lam Pee-Hat Thai Muang     | Phang Nga           | 72             | 1986             |
| Ko Lanta                        | Krabi               | 134            | 1990             |
| Khao Lak-Lam Ru                 | Phang Nga           | 125            | 1991             |
| Hat Vanakorn                    |                     | 38             | 1992             |
| Than Bokkhorani                 | Krabi               | 104            | 1998             |
| Mu Ko Chumphon                  | Chumpon             | 317            | 1999             |
| Lam Nam Kraburi                 | Ranong              | 160            | 1999             |

### Parcs, création en cours

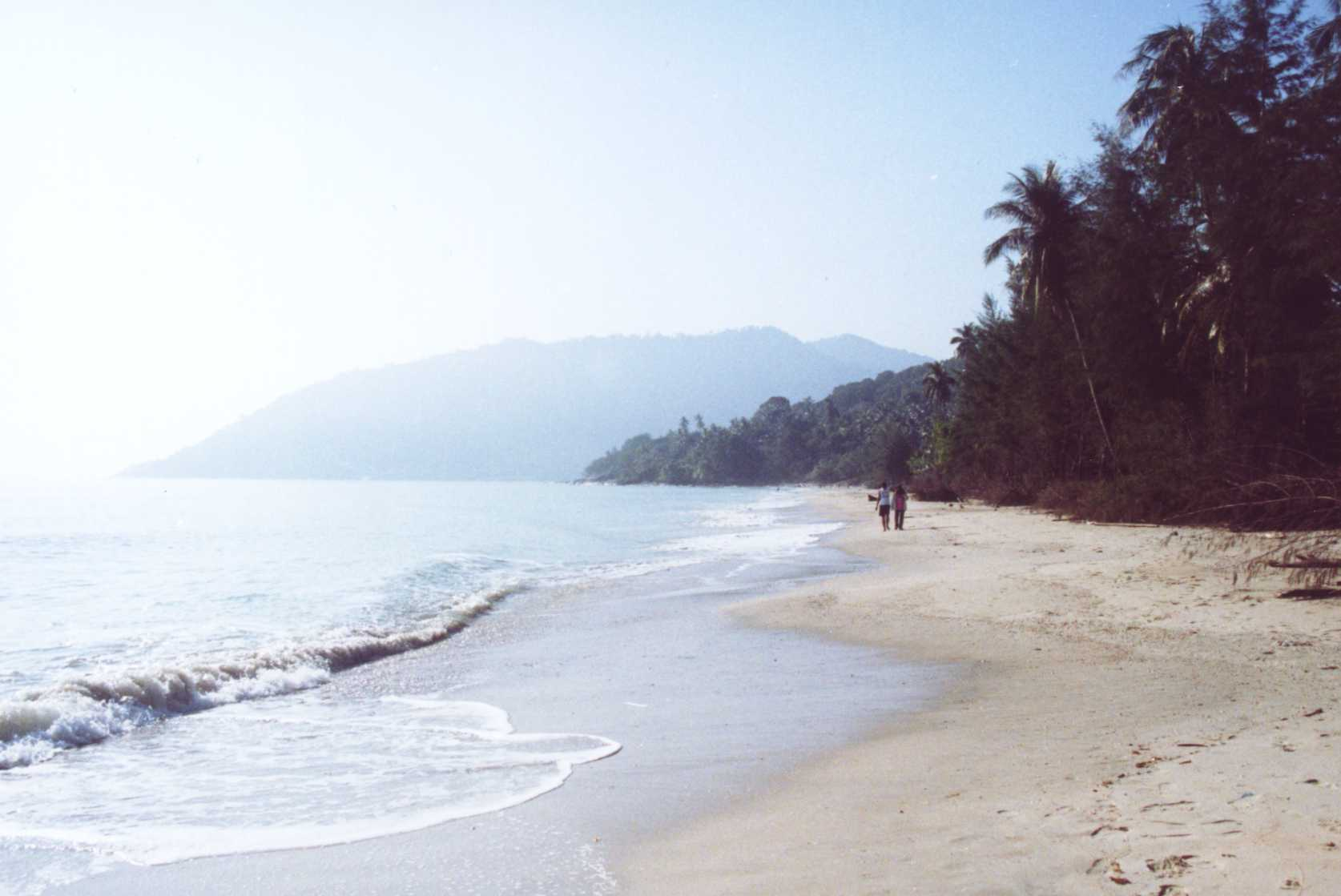
Une plage du Parc national de Hat Khanom.

| Nom                           | Province                         | Superficie km² |
| ----------------------------- | -------------------------------- | -------------- |
| Mai Ta Khai                   | Chiang Mai                       |                |
| Aob Khan                      | Chiang Mai                       |                |
| Doi Wiang Pha                 | Lampang                          |                |
| Tham Phathai                  | Lampang                          |                |
| Doi Phaklong                  | Phrae                            |                |
| Klong Tron                    | Uttaradit                        |                |
| Sri Nan                       | Nan                              |                |
| Doi Phu Nang                  | Phayao                           |                |
| Mae Tho                       | Chiang Mai                       |                |
| Namtok Pacharoen              | Tak                              |                |
| Kaeng Jegquar                 | Phitsanulok, Uttaradit           |                |
| Khun Khan                     | Chiang Mai                       |                |
| Mae Ngao                      | Mae Hong Son, Tak, Chiang Mai    |                |
| Pa Mae Paem                   | Chiang Rai, Phayao               |                |
| Pu Soidao                     | Uttaradit                        |                |
| Mae Charim                    | Nan                              |                |
| Mae Wang                      | Lampang, Lamphun                 |                |
| Mae Phasa                     | Tak                              |                |
| Khunnan                       | Nan                              |                |
| Nunthaburi                    | Nan                              |                |
| Lam Klong Ngu                 | Kanchanaburi                     |                |
| Namtok Klong Kaew             | Trat                             |                |
| Pa Hin Ngam                   | Chaiyaphum                       |                |
| Phu Langka                    | Mae Hong Son                     |                |
| Phu Pha Lek                   | Sakon Nakhon, Ubon Ratchathani   |                |
| Phu Lan Ka                    | Chaiyaphum                       |                |
| Namtok Sai Khao               | Pattani, Yala, Songkhla          |                |
| Khao Nan                      | Nakhon Si Thammarat              |                |
| Sun Gala Khiri                | Yala, Songkhla                   |                |
| Namtok Shipo                  | Pattani, Narathiwat              |                |
| Chaloem Phrakiat Thai Prachan | Ratchaburi                       |                |
| Hat Khanom - Mu Ko Thale Tai  | Nakhon Si Thammarat, Surat Thani | 739            |